# Beilun
Beilun ⓘ (en chino, 北仑区; pinyin, Běilún qū) es un distrito urbano bajo la administración directa de la subprovincia de Ningbo. Se ubica en la provincia de Zhejiang, este de la República Popular China. Su área es de 614 km² y su población total para 2010 fue más de 600 mil habitantes.

## Administración
El distrito de Beilun se divide en 11 pueblos que se administran en subdistritos.